# 1134年
| 千纪： | 2千纪 |
| 世纪： | 11世纪 \| 12世纪 \| 13世纪 |
| 年代： | 1100年代 \| 1110年代 \| 1120年代 \| 1130年代 \| 1140年代 \| 1150年代 \| 1160年代                                                                     |
| 年份： | 1129年 \| 1130年 \| 1131年 \| 1132年 \| 1133年 \| 1134年 \| 1135年 \| 1136年 \| 1137年 \| 1138年 \| 1139年                                           |
| 纪年： | 甲寅年（虎年）；西夏正德八年；金天會十二年；西辽康國元年；南宋紹興四年；刘豫阜昌五年；杨幺大聖天王二年；大理保天六年；越南天彰寶嗣二年；日本長承三年 |

## 大事记
- 金朝發動仙人關之戰，被吳玠所破，自此金軍再不敢進窺蜀地。吳玠則升川陝宣撫副使，進檢校少師，奉寧、保定軍二鎮節度使。
- 岳飛第一次北伐大敗偽齊劉豫的部將李成等人，成功地收復了前一年南宋失去的襄陽府鎮撫使李橫的轄地，以及額外的原由劉齊控制的唐州和信陽軍。
- 耶律大石任命六院司大王蕭斡裡剌為兵馬都元帥，敵剌部前同知樞密院事蕭查剌阿不為副元帥，茶赤剌部禿魯耶律燕山為都部署，護衛耶律鐵哥為都監，率軍7萬征討金朝，但因距離遙遠一無所獲。